# James A. Lake
James A. Lake (Nebraska, EE. UU., 10 de agosto de 1941) es un biólogo evolutivo y profesor distinguido de Biología molecular, celular, del desarrollo y Genética humana de la UCLA (imagen). Lake es más conocido por la nueva filogenia animal y por el estudio pionero de la estructura tridimensional del ribosoma. También ha realizado importantes contribuciones a la comprensión de la evolución del genoma en todos los reinos de la vida, incluyendo el descubrimiento de genes informativos y operativos, dilucidando además la complejidad de la transferencia de genes, el enraizamiento del árbol de la vida y la comprensión de la transición temprana desde la vida procariota a la eucariota (eucariogénesis), así como la reconstrucción de la filogenia animal.
En 2011 recibió la Medalla Darwin-Wallace de la Sociedad Linneana de Londres en mérito a los avances de su laboratorio en Biología Evolutiva.